# Piotr Wydżga
Piotr Wydżga herbu Janina – szlachcic ziemi krakowskiej, kasztelan sądecki, następnie krzyżowiec. Był również właścicielem zamków w Czorsztynie (1246) i Rytrze, zmarł w Prusach.
Według niektórych źródeł Piotr Wydżga zbudował zamek Lemiesz, wymieniony w XIV-wiecznym Żywocie św. Kingi; położenie tej warowni jest nieznane. Bywa utożsamiany z niejakim Wydżgą, którego testament w języku polskim (w opracowaniach nazywany Testamententem Piotra Wydżgi) z opisem dotarcia do skarbów ukrytych w okolicach Rytra zamieścił Jan Długosz w Księdze uposażeń diecezji krakowskiej.